# Nyssodesmus alboalatus
Nyssodesmus alboalatus är en mångfotingart som beskrevs av Cook 1896. Nyssodesmus alboalatus ingår i släktet Nyssodesmus och familjen Platyrhacidae. Inga underarter finns listade i Catalogue of Life.